# Eusebiu Diaconu
Eusebiu Iancu Diaconu (ur. 16 marca 1981) – rumuński zapaśnik walczący w stylu klasycznym. Dwukrotny olimpijczyk. Siódmy w Atenach 2004 i ósmy z Pekinu 2008. Startował w kategorii 60 kg.
Ośmiokrotny uczestnik mistrzostw świata; trzykrotny brązowy medalista, w 2003, 2005 i 2007. Zdobył trzy medale na mistrzostwach Europy, w tym złoty w 2007 roku.
- Turniej w Atenach 2004

Pokonał Portugalczyka Hugo Passosa i Amerykanina Jima Gruenwalda a w ćwierćfinale przegrał z Jeong Ji-hyeonem z Korei Południowej i odpadł z turnieju.
- Turniej w Pekinie 2008

Wygrał z Aszrafem al-Gharabilim z Egiptu a przegrał z Sheng Jiangiem z Chin i Vitaliym Rəhimovem z Azerbejdżanu.